# Montserrat Comas
Montserrat Comas (Barcelona, 1953) es una magistrada española.
Fue vocal del Consejo General del Poder Judicial desde 2001 a 2008 y presidenta del Observatorio de Violencia de Género hasta ese mismo año. Adscrita al grupo de los considerados jueces progresistas en España, ha destacado por su labor en beneficio de la incorporación de la mujer a la judicatura y su compromiso contra la violencia de género.